# Stazione di Campo di Nusco
La stazione di Campo di Nusco è una fermata ferroviaria ubicata lungo la linea Avellino-Rocchetta Sant'Antonio. Serve diverse frazioni nel comune di Nusco ed è situata nei pressi della strada provinciale 154.

## Storia
La fermata, a carattere locale, venne attivata negli anni 1930. Aveva un modesto traffico passeggeri, diminuito con l'avvento del trasporto su gomma.
Nel 1982 divenne una fermata impresenziata. L'esercizio ferroviario sulla linea è stato sospeso il 12 dicembre 2010, quando a Campo di Nusco fermavano ancora 3 treni al giorno, principalmente al servizio di studenti, e riattivato a partire dal 2016 per treni turistici. Negli anni 2020, la fermata di Campo di Nusco torna ad essere occasionalmente servita dai treni storici di Fondazione FS Italiane.

## Strutture e impianti
La fermata è dotata di un binario passante dotato di marciapiede per il servizio passeggeri.
A seguito del terremoto del 1980, che sconvolse le zone dell'Irpinia, il fabbricato viaggiatori, originariamente usato anche come abitazione dell'addetto al vicino passaggio a livello, venne ricostruito ed è ancora oggi visibile.